# Kobylin
Pour les articles homonymes, voir Kobylin (homonymie).
Kobylin (prononciation : [kɔˈbɨlʲin]) est une ville polonaise du powiat de Krotoszyn de la voïvodie de Grande-Pologne dans le centre-ouest de la Pologne.
Elle est située à environ 14 kilomètres à l'ouest de Krotoszyn, siège du powiat, et à 81 kilomètres au sud de Poznań, capitale de la voïvodie de Grande-Pologne.
Elle est le siège administratif (chef-lieu) de la gmina de Kobylin.
La ville couvre une surface de 4,87 km2.

## Géographie

Plan de la ville.

La ville de Kobylin est située dans la partie sud de la voïvodie de Grande-Pologne, à proximité de la voïvodie de Basse-Silésie, ainsi qu'avec la région historique et géographique de Silésie. Le paysage est vallonné et à dominante rurale. Kobylin s'étend sur 4,87 km2. Le ruisseau Radęca (pl) passe par la ville.

## Histoire
Kobylin a obtenu son statut de ville en 1303. De 1815 à 1919, Kobylin fait partie de l'arrondissement de Krotoschin dans la province de Posnanie.
De 1975 à 1998, la ville appartenait administrativement à la voïvodie de Leszno. Depuis 1999, la ville fait partie du territoire de la voïvodie de Grande-Pologne.

## Monuments
- l'église paroissiale saint Stanislas Kostka, construite au XVIe siècle, détruite par un incendie en 1707 et reconstruite en 1782 ;
- l'église de la Nativité ;
- le monastère franciscain, construit au XVe siècle.

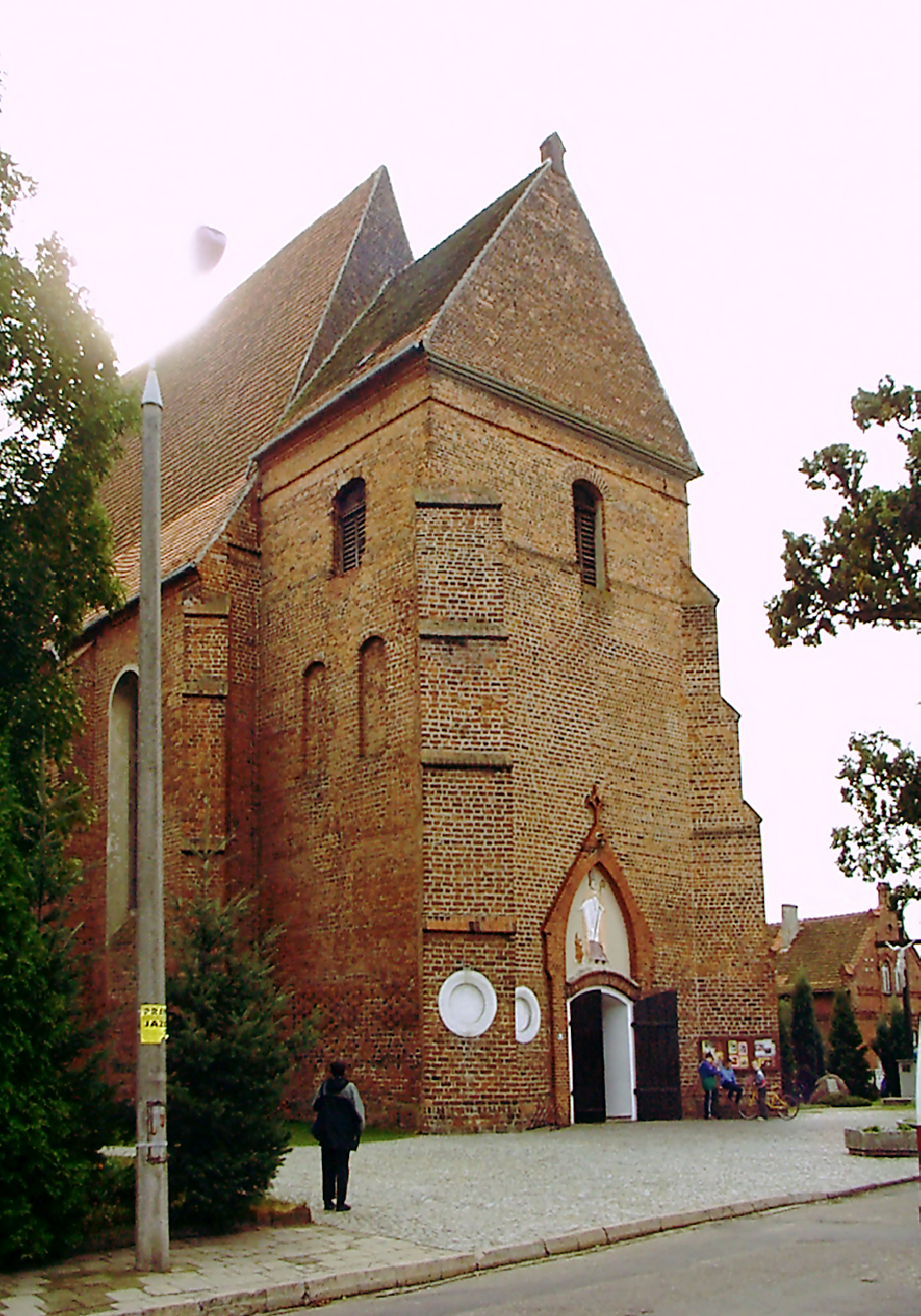
L'église saint Stanislas Kostka.
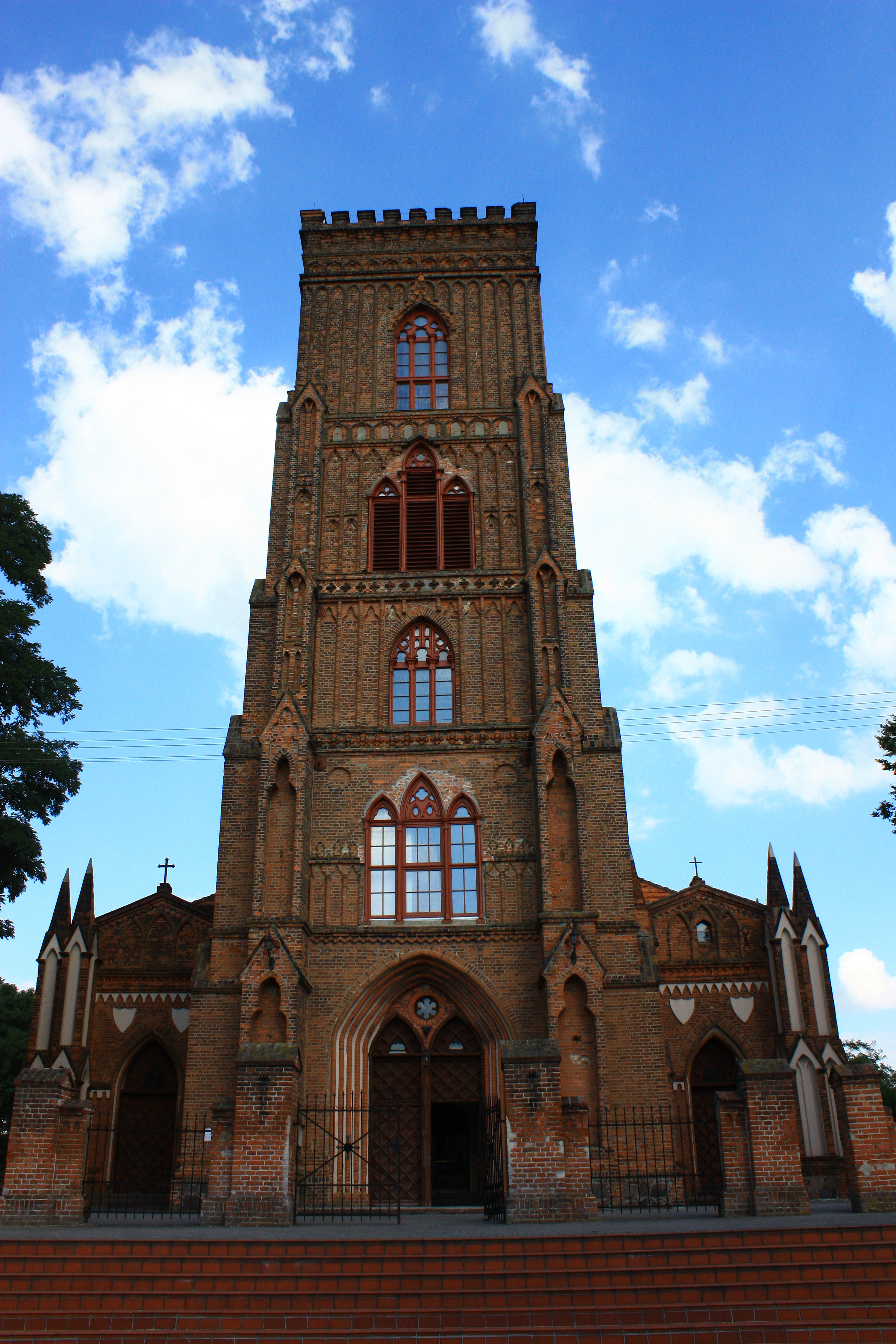
L'église de la Nativité.
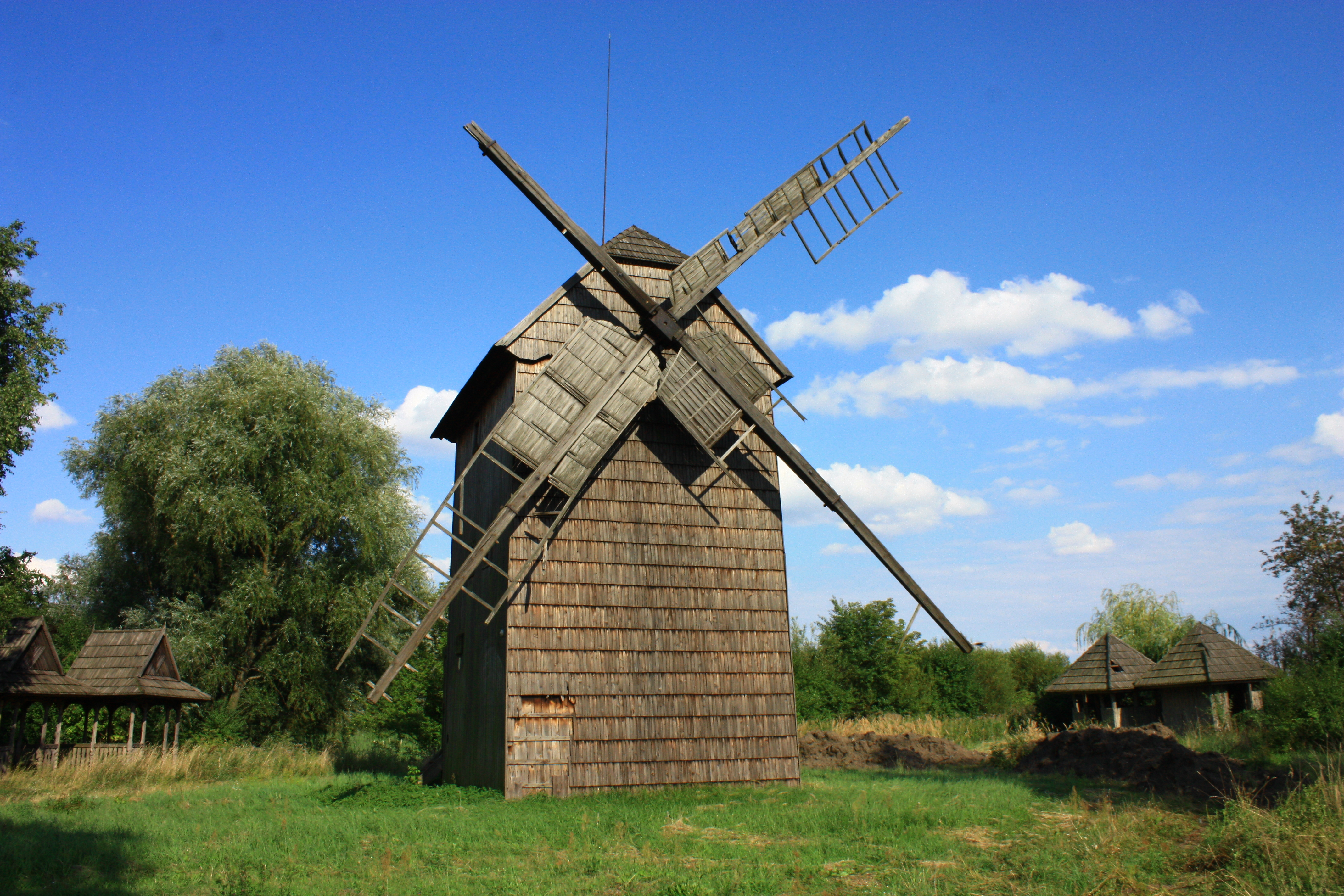
Le moulin à vent.

## Voies de communication
La route nationale polonaise n°36 (qui relie Ostrów Wielkopolski à Prochowice) passe par la ville.